# Apocalisse (personaggio)
Apocalisse (Apocalypse), il cui vero nome è En Sabah Nur, è un personaggio dell'universo Marvel.
È stato il primo mutante ad essere nato nonché il nemico più potente degli X-Men.

## Biografia del personaggio
Nato nel 3000 a.C. nell'antico Egitto, da bambino Apocalisse fu lasciato a morire nel deserto dai suoi genitori; Baal, un predatore di tombe, lo trovò e pensando che sarebbe stato potente lo allevò chiamandolo En Sabah Nur ("l'occhio dell'alba" in egiziano). Crescendo divenne sempre più forte, fisicamente e intellettualmente, ma a causa del suo aspetto (iniziò ad avere la pelle bianca e le labbra viola, rivelando di essere un mutante) fu discriminato dai suoi compagni; l'unico a credere in lui era Baal.
Quando il generale Ozymandias attaccò il loro accampamento, gli unici a sopravvivere furono En Sabah Nur e Baal; alla morte di quest'ultimo Nur seppe che doveva uccidere Rama-Tut (in realtà Kang il Conquistatore), il nuovo faraone, e si nascose da lui come schiavo. Conobbe quindi Nephri, la sorella di Ozymandias, della quale si innamorò, ma non riuscì mai ad averla a causa della sua fisionomia mutante. Apocalisse affrontò poi i Fantastici Quattro e durante lo scontro Nephri fu morsa da un serpente. Apocalisse tentò di aiutarla, ma lei lo respinse: Apocalisse scatenò quindi i suoi poteri mutanti e fece fuggire i Fantastici Quattro. Anni più tardi egli rincontrò Nephri, oramai invecchiata e in punto di morte. In seguito lasciò l'Egitto.
Negli anni che seguirono Apocalisse viaggiò per il mondo testando i propri poteri e generò una progenie che formò il Clan Akkaba, dal nome del suo villaggio natale; grazie poi alla tecnologia aliena si potenziò tramutandosi definitivamente in ciò che è oggi. Nella Londra Vittoriana del 1859 egli incontrò Nathaniel Essex e utilizzando la sua tecnologia lo trasformò in Sinistro, facendo inoltre emergere i suoi poteri mutanti. Sinistro poi lo infettò con un virus e perciò Apocalisse si dovette ibernare per anni. Molti anni più tardi (esattamente nel 1985) Apocalisse attaccò gli X-Men con i suoi quattro cavalieri:
- Il morlock Piaga divenne Peste
- Una ragazza anoressica divenne Carestia
- Angelo (mutato in Arcangelo) divenne Morte
- Un veterano di guerra mutò in Guerra

Gli X-Men riuscirono a sconfiggerli. Anni dopo Apocalisse scoprì che Sinistro era ancora vivo e che aveva creato un clone di Jean Grey, Madelyne Pryor. Madelyne aveva poi sposato Ciclope, con cui aveva concepito un figlio, di nome Nathan. Apocalisse lo infettò con un virus tecnorganico e Ciclope per salvarlo acconsentì a inviarlo nel futuro con una misteriosa donna, apparsa improvvisamente sulla scena, la quale affermava di poterlo curare. Nathan venne così cresciuto nel futuro, addestrato dalla sorellanza Askani, la cui leader altri non era che Rachel Summers, sorellastra di Nathan proveniente da un'altra realtà alternativa. Rachel era convinta che Nathan potesse salvare il mondo da Apocalisse, il quale lo avrebbe infettato con il virus tecnorganico proprio allo scopo di eliminare la sua futura nemesi. Grazie alla tecnologia del futuro l'avanzata del virus nel corpo di Nathan fu fermata. Non c'era tuttavia modo di farla regredire e il giovane Summers crebbe così con metà corpo bionico. I poteri telepatici e telecinetici di Nathan inoltre erano in parte impegnati a tenere ulteriormente a freno il virus, rendendo quindi il mutante meno pericoloso per Apocalisse. Paventando un insuccesso e la morte del fratellastro Rachel creò un clone di Nathan, Stryfe, il cui corpo era libero dal virus. Anni dopo, viaggiando indietro nel tempo fino alla nostra epoca, Nathan divenne il mutante noto come Cable.
Apocalisse incentrò le sue attenzioni per la prima volta su un essere non mutante quando rapì Hulk e, utilizzando una tecnologia rubata ai Celestiali, fece di lui il cavaliere Guerra. Il Guerra/Hulk sconfisse il Fenomeno e l'Uomo Assorbente, ma quando la voce del padre tornò a perseguitarlo (a quell'epoca Hulk era stato separato da Bruce Banner e aveva continuamente visioni del padre del suo alter ego) Hulk si strappò l'armatura e se ne andò, abbandonando definitivamente il ruolo di cavaliere.
In seguito Apocalisse rapì Wolverine e Sabretooth e li fece combattere allo scopo di decidere chi tra loro due sarebbe diventato il nuovo Morte. Consapevole del male che Sabretooth avrebbe potuto causare come cavaliere di Apocalisse Wolverine pensò che sarebbe stato meglio se fosse stato lui stesso a vincere il duello, sperando di potere in seguito controllare le proprie azioni e limitare i danni. Dopo una dura battaglia Wolverine riuscì ad avere la meglio su un Sabretooth il cui scheletro era da poco stato fuso, in circostanze misteriose, con l'adamantio. Apocalisse strappò in seguito il metallo dal corpo di Creed e lo donò al vincitore, che venne trasformato nel cavaliere Morte. Apocalisse rapì quindi dodici mutanti (tra cui alcuni X-Men), come profetizzato anni prima da Destiny, e utilizzò un macchinario per trarre energia da loro. Il macchinario non funzionò, così Apocalisse non poté prendere i loro poteri. Utilizzò allora la sua forma astrale per impossessarsi del corpo di Ciclope e fuggì in Egitto. Gli X-Men lo trovarono e strapparono l'entità astrale di Apocalisse da Ciclope. Approfittando della debolezza di Apocalisse Cable lo perforò con la sua lancia, uccidendolo.
Resuscitato grazie al virus che anni prima aveva infettato Cable, Apocalisse riassemblò i Quattro cavalieri, stavolta formati da:
- Gambit (Morte)
- Polaris (Pestilenza)
- Gazer (Guerra)
- Sole Ardente (Carestia)

Vennero tutti sconfitti. A quel punto Apocalisse tentò di suicidarsi, solo per ritrovarsi poco dopo rivitalizzato. Alcune voci gli dissero "Non è ancora la tua ora, Apocalisse. Non ancora".
Riappare tempo dopo nella saga "Messiah War", che si svolge in un futuro alternativo. Vecchio e debole, viene attaccato da Stryfe e Alfiere, ma apparentemente sopravvive. In seguito Apocalisse contatta telepaticamente Arcangelo e lo implora di ucciderlo, ma quest'ultimo rifiuta, rinfacciandogli il fatto che ora è libero dal suo controllo. Apocalisse entrando in contatto con le sue ali ringiovanisce, poi propone ad Arcangelo di unirsi a lui per fermare Stryfe che sta combattendo contro X-Force, Cable, Alfiere e Hope Summers. Arcangelo porta Apocalisse nell'astronave dei Celestiali e lì, con una speciale macchina, riacquista i suoi poteri ed è quindi pronto a vendicarsi di Stryfe. Proprio mentre Stryfe sta per rapire Hope arrivano Arcangelo e Apocalisse e quest'ultimo lo ferma e lo uccide facilmente con il suo enorme potere. Apocalisse lascia poi Hope alle cure di Cable, ma promette di ritornare in futuro per lei.
Riappare su Uncanny X-Force reincarnato in un bambino, ma viene ucciso da Fantomex. In seguito (pentito di ciò che ha fatto) Fantomex lo clona, dandogli il nome di Evan Sabahnur e iscrivendolo alla Jean Grey School. Durante una gita viene rapito da Daken, che intende trasformarlo nel nuovo Apocalisse, credendo di poterlo controllare. Per farlo uccide Fantomex. Quindi Evan, infuriato, attacca Daken, la sua confraternita e gli X-Force. Deadpool lo riporta alla ragione, dicendo che non è destinato a essere cattivo e che tutti possono cambiare.

### Lezioni di un futuro passato
Evan, che adesso ha assunto il nome in codice Genesis, ormai si è adattato alla scuola. Infatti i compagni lo accettano, nonostante il fatto che nella precedente vita fosse un nemico (l'unico ad accettarlo era Broo), ed è fidanzato con la mutante Sprite. È però geloso delle attenzioni di Wolverine verso Quentin Quire ed è segretamente innamorato della ragazza di quest'ultimo, Oya. La scuola viene attaccata da Fedele John, un telepate venuto dal futuro, che ritiene che Evan diventerà il nuovo Apocalisse e (a causa della rivalità con Quentin) distruggerà il futuro. Allora, mentre la scuola è sotto attacco dal Fedele, Fantomex lo nasconde in una prigione nella dimensione tascabile "Mondo". Fedele però danneggia la prigione, liberando i mostri contenuti all'interno, ma Evan e Fantomex li sconfiggono.

### Axis e ritorno ad Apocalisse
Evan si ritrova prigioniero nei campi di concentramento del Teschio Rosso, assieme a Ciclope e Quentin Quire, ma viene liberato da Magneto. Riesce a riappacificare Havok e Ciclope, ma viene trafitto da una lancia di Ahab. Svenuto, viene portato in salvo dagli eroi che non sono stati sconfitti dal Teschio Rosso. Non partecipa al secondo attacco per via delle ferite, ma lui e Quentin si ritrovano da soli, poiché gli altri eroi sono stati catturati, ma vengono salvati da Magneto e la sua squadra. Genesis affronta Carnage e Sabretooth (caduti sotto l'influenza del Teschio Rosso). Il primo viene sconfitto, ma il secondo sembra avere la meglio quando in soccorso di Genesis accorrono Deadpool e Iron Man. Dopo la sconfitta del Teschio Rosso a opera di Scarlet, l'incantesimo da lei usato colpisce Evan, che si ritrova in un corpo adulto e acquisisce la personalità di Apocalisse. Grazie a Deadpool riaquisirà la ragione e impedirà il genocidio da lui iniziato e portato avanti dagli X-men invertiti, poi Scarlet assieme a Destino usa un contro incantesimo, riportandolo alla normalità. Verrà però ricercato dalle forze dell'ordine e sarà costretto a scappare. Troverà rifugio presso Deadpool finché le acque non si saranno calmate.

## Versioni alternative

### L'Era di Apocalisse
L'era di Apocalisse inizia quando Legione, figlio del Professor Xavier, decide di tornare indietro nel tempo ed uccidere Magneto, ma finisce con l'uccidere Xavier stesso. Risvegliatosi, Apocalisse iniziò a distruggere la terra con i suoi servi Sugar Man, Bestia Nera, Sinistro ed i suoi cavalieri, che erano i malvagi Olocausto, Maximus il pazzo, Arcangelo e Abisso, oltre che a Mikhail Rasputin, fratello di Colosso. Magneto, colpito dalla morte di Xavier, muta atteggiamento e forma un gruppo di X-Men, composto dal figlio Quicksilver, dall'allora di lui moglie Rogue, Arma X (Wolverine), Jean Grey, Sole Ardente, Nightcrawler, Tempesta, Silver Samurai, Colosso e Kitty Pryde. Alla fine verrà ucciso da Magneto, mentre la storia viene combinata da Alfiere, tornando alla realtà classica.

### Ultimate Marvel
Nell'universo Ultimate, Apocalisse appare spesso come visione a Sinistro, che si definisce un suo emissario. Egli gli ordina di compiere un massacro di mutanti per garantire il suo ritorno. Benché si creda che quelli di Sinistro siano solo dei deliri, una volta uccisi un certo numero di mutanti, la sua forma muta tramutandosi proprio in Apocalisse, il quale verrà però sconfitto ed ucciso da Jean Grey, nella sua forma di Fenice.

## Poteri e abilità
Il suo enorme potenziale deriva dalla sua natura di mutante, in combinazione con l'essere entrato in contatto con un'astronave dei Celestiali. In essa, il suo corpo è stato migliorato artificialmente e il mutante è entrato in possesso di alcune delle loro avanzatissime tecnologie. Secondo Wolverine, un Apocalisse al massimo della sua potenza sarebbe in grado di sconfiggere un Celestiale.
Essendo un mutante Apocalisse dispone di forza, resistenza, velocità, agilità e riflessi sovrumani dalla nascita: supera in forza bruta Hulk e Thor messi insieme e lo si è visto resistere ai raggi di Ciclope e agli artigli di Wolverine. È persino immune alla morte naturale e non può essere ucciso in nessun modo in quanto trasferirebbe la sua mente in un altro corpo. Può creare resistenti campi di forza e generare, assorbire e manipolare l'energia: con questa abilità, lo si è visto creare potenti raggi in grado di ferire anche il Dio del Tuono. Può anche ingrandirsi o rimpicciolirsi a piacimento, assumere le fattezze e le caratteristiche di qualsiasi cosa, teletrasportarsi e trasmigrare da un corpo all'altro. Infine, dispone di una potente telecinesi e di una altrettanto potente telepatia e può anche trasformare chiunque voglia in un suo cavaliere, conferendogli poteri variabili e ricavati da una parte dei suoi.
Odino stesso inoltre ci pensa sempre due volte prima di ingaggiare battaglia contro di lui mentre Galactus lo definisce sufficientemente potente da combattere contro di lui o i Celestiali senza riportare danni gravi.

## Altri media

### Cinema
- Il giovane En Sabah Nur compare brevemente in cameo nella scena dopo i titoli di coda del film X-Men - Giorni di un futuro passato (2014), interpretato da Brendan Pedder.
- Apocalisse è l'antagonista principale di X-Men - Apocalisse (2016), interpretato da Oscar Isaac.
- Il personaggio viene solo menzionato nel film X-Men: Dark Phoenix (2019).

### Televisione
- Apocalisse ha avuto una parte importante anche nella serie animata Insuperabili X-Men degli anni novanta, dov'era uno dei principali antagonisti.
- Apocalisse compare nella successiva serie del 2000 X-Men: Evolution in cui ha bisogno del potere di Rogue (che deve assorbire ogni tipo di potere che può) per diventare invincibile, il suo aiutante non è Sinistro ma Mesmero, un mutante con potenti abilità telepatiche e abile soprattutto nell'ipnotismo.
- Apocalisse ha avuto anche un cameo nell'ultimo episodio di Wolverine e gli X-Men, prima della cancellazione della serie.
- Apocalisse appare brevemente in un cameo nell'ultimo episodio di X-Men '97.

### Videogiochi
- Apocalisse è l'antagonista principale del videogioco X-Men Legends II: L'Era di Apocalisse.
- Apocalisse compare come boss da battere nel picchiaduro X-Men vs. Street Fighter.
- Apocalisse appare come personaggio giocabile nei videogiochi per smartphone Marvel: Sfida dei campioni e Marvel Future Fight.

### Amalgam
Nel fumetto Amalgam Apocalisse si fonde con Ra's al Ghul divenendo il pericoloso Ra's-A-Pocalypse.